# 무민가족의 한여름 대소동
무민가족의 한여름 대소동(Muumi ja vaarallinen juhannus)은 2008년 공개된 애니메이션 영화이다.

## 출연

### 주연
- 오우티 알라넨
- 스티그 호프메이어

### 조연
- 부오코 호바타
- 타넬리 마켈라
- 자스퍼 파코넨
- 엘자 사이시오